# Jacques Lorcey
Jacques Falgueirettes, dit Jacques Lorcey, né le 6 mai 1938 à Valenciennes et mort le 17 septembre 2019 à Courbevoie, est un comédien, essayiste, metteur en scène et historien du spectacle français.

## Biographie

### Jeunesse
Sa famille paternelle est originaire de Sète depuis le début du XVIIIe siècle et celle de sa mère est d'origine bretonne depuis plusieurs siècles. Il est fils et petit-fils d'officiers Saint-Cyriens (son père fut chef du Service géographique et professeur à l'École de Guerre).
Il passe les années de guerre 39-45 à Vannes, où il débute sur scène à 6 ans comme petit danseur. Il effectue ses études secondaires à Paris au lycée Buffon et à Baden-Baden. Après des études universitaires à Strasbourg, il est professeur de lettres et d'histoire au collège de Guebwiller.
Le pseudonyme de Jacques Lorcey avait été utilisé par Sacha Guitry à ses débuts, sur proposition de son père, Lucien Guitry. Grand admirateur du premier, Jacques Lorcey le reprit à son compte, dans le but de rester un anonyme.

### Début de carrière
Il crée en 1956 un orchestre de jazz New-Orleans qui joue à Baden-Baden et Fribourg puis il anime la troupe théâtrale de l'Aide aux Allongés (Strasbourg).
Il est le directeur-fondateur de la Jeune Comédie de Strasbourg (qui joue Molière et Musset), et le responsable théâtral du Groupe Jeune Strasbourg (caveau de la Pizzeria).
Il reçoit son premier cachet en 1958 pour une figuration à la télévision allemande dans une adaptation du Fabien de Marcel Pagnol, puis il débute à l'Opéra de Strasbourg (figurant, choriste, puis soliste : Boris Godounov, Prospectus, La Fille du Tambour Major, Les Contes d'Hoffmann, Fidelio, Trois Valses).
Il participe à 13 dramatiques sur Radio Strasbourg et il chante et dit des poèmes à la télévision locale.

### Formation
Jacques Lorcey reçoit les conseils de Béatrice Bretty, Henri Rollan et Daniel Sorano. Reçu au Conservatoire national (Paris), il a pour professeurs : Georges Chamarat et Jean Meyer ; il travaille également dans les classes de Fernand Ledoux, Pierre Bertin, Robert Manuel, Jean Yonnel et René Simon. Pendant un moment, il fait partie de la Compagnie Roger Planchon. Raymond Rouleau et Yves Brainville lui font étudier d'autres emplois à la Communauté théâtrale, rue Mouffetard. Pour des exercices d'élèves au Conservatoire national, il joue le rôle de Tartuffe dans la comédie de Molière, Claudio dans Les Caprices de Marianne (Musset) et Chrysale dans Les Femmes savantes (Molière), qu'il réalise avec Jean Meyer. En tournée, il joue avec Georges Chamarat, Bridaine dans On ne badine pas avec l'amour (Musset).
En 1960, il reçoit un 1er accessit de comédie (à l'unanimité - aucun prix n'ayant été décerné) au conservatoire de Strasbourg (son professeur est Antoine Bourbon), puis l'année suivante, un 2e prix de diction au conservatoire de Strasbourg (il a refusé de concourir en comédie), et, en 1963, le deuxième prix de comédie moderne au Conservatoire national.

### Activité théâtrale
Il est engagé comme stagiaire puis comme pensionnaire à la Comédie-Française de 1963 à 1966. Après la Comédie-Française, Jacques Lorcey est professeur d'art dramatique à Bois-Colombes dans un centre de loisirs puis à Charenton-le-Pont. En 1967, il crée sa propre compagnie, qui sera sélectionnée trois années de suite au Concours des Jeunes Compagnies de Valence. Son premier spectacle sera le Dom Juan de Molière, en hommage à Jean Vilar, qu'il considère comme son maître spirituel dans ce domaine. Parallèlement à son activité de comédien, il donne des cours d'art dramatique pour l'Association Philotechnique (Paris) de 1967 à 1972, puis aux Conservatoires Municipaux des 16e, 18e, 19e et 20e arrondissements de Paris à partir de 1974, dont il démissionne en 1982.

### Autres activités
Après une tournée de récitals de musique et poésie « De Villon à Brassens » dans les cathédrales de Bretagne, il ouvre une librairie-galerie consacrée au spectacle : Le Comédien 20 passage Verdeau à Paris.
Libraire-expert à l'Hôtel Drouot pour les Arts du Spectacle, il réalise plusieurs ventes publiques et rédige les catalogues des 28 octobre 1985 ( « Le Spectacle et les comédiens », étude Delaporte et Rieunier), 2 décembre 1985 ( « Souvenirs de Sacha Guitry », étude Delaporte et Rieunier), 19 février 1986 ( « Arts du Spectacle », étude Ader, Picard, Tajan), 4 juin 1986 ( « Théâtre et Cinéma », étude Olivier Rieunier), 19 novembre 1986 ( « Splendeur du costume - Théâtre et Cinéma », étude Rieunier et Bailly-Pommery), 22 mai 1987 ( « Théâtre et Cinéma », étude Rieunier et Bailly-Pommery), 14 novembre 1987 ( « Affiches de Cinéma », étude Rieunier et Bailly-Pommery), 10 juin 1988 ( « Le Spectacle et les comédiens », étude Rieunier et Bailly-Pommery).
Collectionneur, il organise (ou participe à) de nombreuses expositions - notamment : Fernandel, Sacha Guitry, Splendeur du costume, Caricatures en scène, 'Molière et ses illustrateurs, L'Architecture théâtrale, Paris et ses Théâtres, L'œuvre de Jan Mara, La Femme sur scène, Images de Maria Callas, Tous en scène avec le caricaturiste André Lebon, Jean Vilar et le TNP, Marcel Achard, La Comédie Française, La Bande Dessinée.
Il donne de nombreuses conférences sur le Spectacle, les Auteurs et les Comédiens.
En 1988, il vend son magasin et revient plus directement au théâtre avec Sacha Guitry, qu'il met en scène et joue (Faisons un rêve).

### Engagement culturel et politique
Après l'avoir fondé en 2000, Jacques Lorcey assure la direction artistique du Festival des Rencontres classiques d'Orange jusqu'en 2007. Le but du festival, qui met à l'honneur le théâtre antique, est de démocratiser, « de faire redécouvrir (ou découvrir) le génie d'auteurs dont les œuvres sont hélas aujourd'hui trop souvent négligées, alors qu'elles font partie de notre patrimoine ».
Il est aussi rédacteur culturel à Reconquête[réf. souhaitée] jusqu'en 2006.

## Théâtre

### Comédie-Française
Rôles tenus du 17 janvier 1963 au 31 juillet 1966 :
- Pédrille (Le Mariage de Figaro - Beaumarchais)
- Fleurant, M. Diafoirus (Le Malade imaginaire - Molière)
- Un monsieur, Firmin (Un fil à la patte - Feydeau)
- Koch, Achille (Crime et Châtiment - Arout d'après Dostoïevski)
- Ortega, premier seigneur (Le Cardinal d'Espagne - Montherlant)
- M. Robert, Thibaud, Lucas (Le Médecin malgré lui - Molière)
- Un garçon d'auberge, Ciuta (Les Caprices de Marianne - Musset)
- Rémi (La Belle Aventure - Caillavet, Flers et Rey)
- Oronte, Alain, Enrique (L'École des femmes - Molière)
- Un alguazil, Del Basto, Montazgo (Ruy Blas - Hugo)
- Premier commissaire (Le Dindon - Feydeau)
- Premier bourgeois, troisième cadet, sixième cadet, Bellerose, Jodelet, tous les poètes, Ragueneau (Cyrano de Bergerac - Rostand)
- Lagrenaille, Garrigou, Punèz, Breloc (Le commissaire est bon enfant - Courteline)
- L'hôtelier (Barberine - Musset)
- Maître Jacques (L'Avare - Molière)
- Dubois, un garde (Le Misanthrope - Molière)
- Almanzor, Gorgibus (Les Précieuses ridicules - Molière)
- Le tenancier de la buvette, le grand et gras (Donogoo - Romains)
- Carle (Les Fourberies de Scapin - Molière)
- Un notaire, Vadius, Julien (Les Femmes savantes - Molière)
- Trielle (La Paix chez soi - Courteline)
- L'huissier, Barbemolle (Un client sérieux - Courteline)
- Orgon (Crispin rival de son maître - Regnard)
- Petit Jean (Les Plaideurs - Racine)
- La Brige (Une lettre chargée - Courteline)
- Le notaire (L'École des maris - Molière)
- Le baron Larade (Le gendarme est sans pitié - Courteline).

### Après la Comédie-Française
- 1967 : Mascarille (Les Précieuses ridicules - Courbevoie), Labourbourax (Le gendarme est sans pitié - Charenton), Pasquin (Le Jeu de l'amour et du hasard, Marivaux - Charenton), Dom Juan (Dom Juan, Molière - Valence), Guerchard (Arsène Lupin, Croisset et Leblanc - Théâtre des Buttes Chaumont), Oronte (Le Misanthrope - Buttes Chaumont).
- 1968 : Attilio (Les Yaquils, Emmanuel Roblès - Buttes Chaumont), Cambronne (Le Mot de Cambronne, Guitry - Paris), Montserrat (Montserrat, Roblès - Paris), Mapipe (Un Client sérieux, Courteline - Denain), Floche (Le commissaire est bon enfant - Denain), Joseph (Lui, Georges Pillement - Buttes Chaumont), La Brige (L'Article 330, Courteline - Hazebrouck).
- 1969 : Molière (Molière notre ami, Lorcey - Valence), Dubois (Les fausses confidences, Marivaux - Valence puis Théâtre de la Potinière à Paris).
- 1970 : Arnolphe (L'École des femmes - Théâtre Daniel Sorano de Vincennes), Alceste (Le Misanthrope - Théâtre Daniel Sorano), Argante (Les Fourberies de Scapin - Théâtre Classique de Nantes, tournées Rosny/Volard, Théâtre des Variétés), Rosencrantz (Hamlet, Shakespeare - Théâtre du Val de Marne), Argan (Le Malade imaginaire - Goussainville).
- 1971 : Savinet (Le Système Ribadier, Feydeau - tournées Huberty).
- 1972 : Lagoupille (Un client sérieux - Goussainville), Don Fernand (Le Cid, Corneille - Bondy), Anselme (L'Étourdi, Molière - Goussainville), Tartuffe (Tartuffe, Molière - Goussainville), Oudart (L'affaire La Roncière, Pierre Dumayet - Palais-Royal).
- 1972 : Occupe-toi d'Amélie de Georges Feydeau, mise en scène Jacques-Henri Duval, théâtre des Célestins, Koschnadieff
- 1973 : L'Intimé (Les Plaideurs - Goussainville), Boucard (L'Hôtel du Libre-Echange, Feydeau - Théâtre Marigny).
- 1975 : Jean (Le Dindon, Feydeau - Théâtre des Célestin de Lyon), Grantaire (Les Misérables, Achard/Hugo - tournées Baret).
- 1976 : Chrysale (Les Femmes savantes - Goussainville).
- 1977 : Orgon (Tartuffe - Goussainville).
- 1978 : Harpagon (L'Avare - Gousainville), Emile (Mon Père avait raison, Guitry - Théâtre Hebertot).
- 1992 : Le Mari (Faisons un rêve, Guitry - Courbevoie).
- 1997 : Ventroux (Mais n'te promène donc pas toute nue, Feydeau - Courbevoie).
- 1998 : Vatelin (Le Dindon - Courbevoie), Sganarelle (Dom Juan - Courbevoie), Montignac (Désiré, Guitry - Courbevoie).
- 1999 : Topaze (Topaze, Pagnol - Courbevoie).
- 2004 : La Fontaine (Chez Jean de la Fontaine, Lorcey - Orange).
- 2005 : Basile (Le Barbier de Séville, Beaumarchais - Orange).
- 2006 : Orgon (Le Jeu de l'amour et du hasard - Orange).

### Metteur en scène
- 1959 (Strasbourg) : Le Médecin malgré lui (Molière) ; L'Habit vert (Musset/Augier).
- 1960 : Les Méfaits du tabac (Tchékhov) ; L'Ultime espoir (création - Jean-Pierre Sihl) ; La Leçon (Ionesco) ; L'Erreur d'un soir (création-Jean-Pierre Sihl) ; Le Salon de l'automobile (Ionesco);Scrupules (Mirbeau).
- 1967 (Courbevoie) : Les Précieuses ridicules (Molière); (Valence) ; Dom Juan (Molière)
- 1968 (Charenton) : Les Enfants d'Édouard (Sauvageon). (Paris) ; Le Mot de Cambronne (Guitry).
- 1969 (Valence) : Les fausses confidences (Marivaux).
- 1970 (Vincennes) : L'École des femmes (Molière) ; Le Misanthrope (Molière). (Goussainville) : Le Malade imaginaire (Molière).
- 1972 : Le Cid (Corneille) ; L'Etourdi (Molière) ; Spectacle Courteline ; Tartuffe (Molière).
- 1973 : Les Femmes davantes (Molière).
- 1974 : Les Plaideurs (Racine) ; La Paix chez soi (Courteline).
- 1977 : Tartuffe - nouvelle présentation.
- 1978 : L'Avare (Molière).
- 1991 (Courbevoie) : Faisons un rêve (Guitry).
- 1993 : Tartuffe - nouvelle présentation.
- 1994 : L'École des femmes - nouvelle présentation;On passe dans huit jours (Guitry) ; Le Renard et la grenouille (Guitry) ; Le Mot de Cambronne - nouvelle présentation.
- 1995 : Le Jeu de l'amour et du hasard (Marivaux).
- 1996 : Le Misanthrope - nouvelle présentation ; Mais n'te promène donc pas toute nue (Feydeau).
- 1997 : L'Avare - nouvelle présentation.
- 1998 (Orange) : L'École des femmes - nouvelle présentation.(Courbevoie) ; Le Malade Imaginaire - nouvelle présentation ; Le Dindon (Feydeau) ; Dom Juan - nouvelle présentation ; Désiré (Guitry).
- 1999 : Topaze (Pagnol). (Orange) : Le Médecin malgré lui - nouvelle présentation ; Les Précieuses ridicules - nouvelle présentation.
- 2001 : Les Plaideurs - nouvelle présentation ; L'École des femmes - nouvelle présentation ; Les Fausses confidences - nouvelle présentation.
- 2002 : Les Femmes savantes - nouvelle présentation ; Au nom de la Loi (Courteline) ; Le Cid - nouvelle présentation.
- 2003 : Le Jeu de l'amour et du hasard - nouvelle présentation ; Les Caprices de Marianne (Musset) ; Le Portefeuille (Mirbeau) ; Feu la mère de Madame (Feydeau).
- 2004 : Chez Jean de La Fontaine (création, de Jacques Lorcey) ; Le Médecin malgré lui - nouvelle présentation ; Les Romanesques (Rostand) ; Le Maître de Santiago (Montherlant) ; Le Commissaire est bon enfant ; Le Dindon - nouvelle présentation.
- 2005 : Les Fourberies de Scapin ; Le Barbier de Séville (Beaumarchais).
- 2006 : Procès à Dieu ou les Martyres d'Orange (création - Jacques Lorcey) ; Le Jeu de l'amour et du hasard - nouvelle présentation ; L'Avare - nouvelle présentation.

## Filmographie partielle
- Principales télévisions : Le Cardinal d'Espagne (Montherlant, avec Henri Rollan - 1964) ; L'Amour en baleine (Cami, avec Jacques Charon - 1964) ; Le Monsieur de chez Maxim's (Jacques Hiver, avec Alain Mottet - 1992). Nombreuses émissions littéraires
- 1973 : Au théâtre ce soir : Jean-Baptiste le mal-aimé d’André Roussin, mise en scène Louis Ducreux, réalisation Georges Folgoas, Théâtre Marigny
- 1973 : Au théâtre ce soir : La Reine galante d’André Castelot, mise en scène Michel Roux, réalisation Georges Folgoas, Théâtre Marigny

## Publications
- Sacha Guitry, Paris, La Table ronde, 1971. 368 p.
- Georges Feydeau, Paris, La Table ronde, 1972. 280 p.
- Fernandel, Paris, Anthologie du cinéma, l'Avant-Scène, 1973. 64 p.
- Sacha Guitry par les témoins de sa vie, Paris, France-Empire, 1976. 400 p.
- Marcel Achard ou Cinquante ans de vie parisienne, Paris, France-Empire, 1977. 488 p.
- Charlot ou sir Charles Chaplin, Paris, PAC, coll. « Têtes d'affiche », 1978. 558 p.  (ISBN 2-85336-053-9)
- Herbert von Karajan, Paris, PAC, coll. « Têtes d'affiche », 1978. 259 pages (dont 60 p. de discographie.  (ISBN 2-85336-093-8)
- La Comédie-Française, Paris : Fernand Nathan, 1980. 237 p.
- Bourvil, Paris, PAC, coll. « Têtes d'affiche », 1981. 287 p.-[128] p. de planches illustrée. (ISBN 2-85336-159-8) édité erroné (BNF 34686850).
- Fernandel, Paris, PAC, 1981. 448 p.
- Jacques Brel (cosigné par Joëlle Monserrat), Paris : PAC, coll. « Grand écran », 1982.
- Sacha Guitry : l'homme et l'œuvre, Paris, PAC, coll. « Têtes d'affiche », 1982. 832 p.
- Charlot, Paris, PAC/Delmas, 1983.
- Maria Callas d'art et d'amour, Paris, PAC, 1983, 616 pages.
- Laurel et Hardy, Paris, PAC, 1984. 288 pages.
- Sacha Guitry : cent ans de théâtre et d'esprit, Paris, PAC, coll. « Grand écran », 1985, 800 p.
- Fernandel, Paris : Ramsay, coll. « Ramsay cinéma », 1990. 307 p.-[16] p. de planches illustrées  (ISBN 2-85956-880-8)
- L'Art de Maria Callas, Paris, Atlantica, 1er septembre 1999. 740 p.  (ISBN 2-84394-168-7)
- L'Esprit de Sacha Guitry, Biarritz, Atlantica, 2000. 580 p.
- Notre Jean Vilar, Éditions Séguier, 11 juillet 2001. 376 p.  (ISBN 2-84049-242-3)
- Sacha Guitry et son monde, tome I : son père, ses femmes, son personnel, Éditions Séguier, coll. « Empreinte », 16 novembre 2001. 276 p.  (ISBN 2-84049-241-5)
- Sacha Guitry et son monde, tome II : ses interprètes, Séguier, coll. « Empreinte », 21 février 2002. 328 p.  (ISBN 2-84049-305-5)
- Sacha Guitry et son monde, tome III : ses amis, Séguier, coll. « Empreinte », 12 mars 2002. 320 p.  (ISBN 2-84049-308-X)
- Immortelle Callas, Paris, Séguier, coll. « Empreinte », 12 novembre 2002. Album illustré de format 21 x 21 cm, 140 p.  (ISBN 2-84049-348-9)
- Michel Simon : un sacré monstre, Séguier, coll. « Empreinte », 3 juin 2003. 352 p.  (ISBN 2-84049-353-5)
- Edmond Rostand, tome 1 : Cyrano et l'Aiglon (1868-1900), Paris, Séguier, coll. « Empreinte », 11 mars 2004. 520 p.  (ISBN 2-84049-378-0)
- Edmond Rostand, tome 2 : Cambo-Arnaga-Chantecler (1900-1918), Paris, Séguier, coll. « Empreinte », 11 mars 2004. 516 p.  (ISBN 2-84049-384-5)
- Edmond Rostand, tome 3 : La nuit et la lumière (1918-2004), Paris, Séguier, coll. « Empreinte », 11 mars 2004. 458 p.  (ISBN 2-84049-385-3)
- L'Homme de chez Maxim's : Georges Feydeau, sa vie, tome I, Paris, Séguier, coll. « Empreinte », 25 novembre 2004. 296 p.  (ISBN 2-84049-407-8)
- Du mariage au divorce : Georges Feydeau, son œuvre, tome II, Paris, Séguier, coll. « Empreinte », 25 novembre 2004. 252 p.  (ISBN 2-84049-415-9)
- Sarah Bernhardt : l'art et la vie, Paris, Séguier, 2005, 160 pages. Avec une préface d'Alain Feydeau  (ISBN 2-84049-417-5)
- Chez Jean de la Fontaine, Paris, Séguier, 2005, 160 p.
- Procès à Dieu, ou Les Martyres d'Orange, pièce en 18 tableaux, Godefroy de Bouillon, 2006  (ISBN 978-2841911936)
- Les Films de Sacha Guitry (préface de Francis Huster), Séguier, mars 2007  (ISBN 978-2840494904)
- Tout Guitry, de A à Z (préface de Pierre Arditi), Séguier, 10 octobre 2007  (ISBN 978-2840494447)
- Le Mystère Molière, tome I, chez l'auteur, 2015
- Le Mystère Molière, tome II, chez l'auteur, 2015
- Molière sans masque, chez l'auteur, 2015
- Sacha Guitry. Roi de Paris, Atelier Fol'fer éditions, 2017  (ISBN 978-2357911017)
- Ma Comédie-Française ou l'Inconnu dans la Maison, Atelier Fol'fer éditions, 2018  (ISBN 978-2357911086)
- Tragi-comédies. Souvenirs. Tome 1 : 1938-1972, Atelier Fol'fer éditions, 2018  (ISBN 978-2357911109)
- L'Ane et la Carotte. Souvenirs. Tome II: 1972-1995, chez l'auteur, 2018
- Culture et Dépendances. Souvenirs. Tome III : 1994-2005, chez l'auteur, 2018
- La Fête bat son plein. Souvenirs. Tome IV : 2005-2018. chez l'auteur, 2018

## Distinctions
- Officier de l'ordre des Arts et des Lettres (nommé chevalier en 2006 puis promu officier en 2017[5]. Ses insignes lui sont remis respectivement par Francis Huster, et, le 9 juin 2018, au centre Charlier, par son ami Bernard Anthony[6].
- Prix Roland de Jouvenel (1979), décerné par l'Académie française, pour son ouvrage sur Marcel Achard[7].
- Prix Broquette-Gonin (1981), décerné par l'Académie française, pour son ouvrage sur la Comédie-Française[7].
- Médaille d'argent de la Ville de Courbevoie (1998), en reconnaissance des services rendus à la commune.
- Médaille de la Ville d'Orange (2000), pour son rôle dans la vie artistique de la ville.
- Médaille de la Ville de Paris (2018)[6].